# In Fear
Pour plus de détails, voir Fiche technique et Distribution.
In Fear est un film d'horreur psychologique britannique réalisé par Jeremy Lovering et sorti en 2013

## Synopsis
Un jeune couple, Tom (Iain De Caestecker) et Lucy (Alice Englert), décide de s'offrir leur premier week-end en amoureux à un festival de musique. Cherchant leur hôtel isolé dans la campagne irlandaise, Tom et Lucy, se perdent rapidement dans un dédale de routes forestières. Au fur et à mesure de leur route, la tension et la peur augmente alors qu'ils réalisent quelque chose ou quelqu'un joue avec leurs nerfs. C'est alors que Max (Allen Leech), un étrange auto-stoppeur fait son apparition....

## Fiche technique
- Titre original : In Fear
- Titre français :
- Réalisation : Jeremy Lovering
- Producteur : James Biddle
- Producteurs Exécutifs : Jenny Borgars, Katherine Butler et Matthew Justice
- Société de production : Big Talk Productions
- Musique : Daniel Pemberton et Roly Porter
- Montage : Jonathan Amos
- Casting : Nina Gold et Theo Park
- Costume : Rosa Dias
- Société de distribution : StudioCanal UK
- Pays d'origine :  Royaume-Uni
- Lieu de tournage : Bodmin Moor, Cornouailles,  Angleterre,  Royaume-Uni
- Durée : 1h25
- Dates de sorties :
  -  Royaume-Uni : 15 novembre 2013

## Distribution
- Iain De Caestecker : Tom
- Alice Englert : Lucy
- Allen Leech : Max

## Réception
Les critiques du film ont été largement positives. Ainsi, le site Rotten Tomatoes lui attribue la note de 86 % (basé sur 42 avis) et Metacritic, la note de 66/100 (sur 14 avis),. La grande partie des louanges se porte sur la prise de vue ,, comme le site The Hollywood Reporter, commentant que "le travail de la caméra menée par Lovering transforme l'espace déjà réduit d'une voiture en un cadre de plus en plus claustrophobique [...]" ou le magazine Empire, donnant un avis plus contrasté :  "L'atmosphère et les frayeurs engendrées tiennent la promesse du titre, mais le film reste artificiel et convenu [...]".

## Distinctions

### Nominations et sélections
- Festival international du film fantastique de Gérardmer 2013
- British Independent Film Awards 2013 : Douglas Hickox Award